# فیربانک (تورنتو)
فیربانک (انگلیسی: Fairbank, Toronto) محله ای در تورنتو، انتاریو، کانادا. این منطقه بخش مرکزی بزرگی از شهر سابق یورک (تورنتو)، انتاریو در تقاطع خیابان دافرین و خیابان اگلینتون غربی را پوشش می‌دهد.